# Bislett Games 2020
I Bislett Games 2020 sono stati la 53ª edizione dell'annuale meeting di atletica leggera denominato Bislett Games, che ha luogo al Bislett Stadion di Oslo, l'11 giugno 2020. Il meeting è stato anche la prima tappa del più prestigioso circuito di atletica leggera al mondo Diamond League 2020.

## Risultati[1]

### Uomini
| Specialità       |                       | Prestazione | 2º classificato       | Prestazione | 3º classificato       | Prestazione |
| 100 m            | Salum Ageze Kashafali | 10"59       | Mathias Hove Johansen | 10"78       |                       |             |
| 1000 m           | Filip Ingebrigtsen    | 2'16"46     |                       |             |                       |             |
| 2000 m           | Jakob Ingebrigtsen    | 4'50"01     | Henrik Ingebrigtsen   | 4'53"72     | Filip Ingebrigtsen    | 4'56"91     |
| Salto con l'asta | Armand Duplantis      | 5.86 m      | Renaud Lavillenie     | 5.81 m      | Pål Haugen Lillefosse | 5.61 m      |
| Getto del peso   | Marcus Thomsen        | 21.03 m     | Wictor Petersson      | 20.94 m     | Sven Martin Skagestad | 17.15 m     |
| Lancio del disco | Daniel Ståhl          | 65.92 m     | Simon Pettersson      | 64.54 m     | Ola Stunes Isene      | 61.85 m     |

     Prestazione che stabilisce il nuovo record del meeting.

### Donne
| Specialità     |                     | Prestazione | 2º classificato   | Prestazione | 3º classificato | Prestazione |
| 600 m          | Hedda Hynne         | 1'29"06     | Sara Büchel       | 1'30"10     |                 |             |
| 200 m ostacoli | Line Kloster        | 26"11       | Nooralotta Neziri | 26"65       | Annimari Korte  | 26"70       |
| 300 m ostacoli | Sara Slott Petersen | 39"42       | Amalie Iuel       | 39"44       | Lea Sprunger    | 39"86       |